# Lee-Metford
Il Lee-Metford fu il primo fucile a otturatore girevole-scorrevole utilizzato dal British Army. Il suo nome deriva da quello dei due ingegneri che lo misero a punto. Venne prodotto dall'Arsenale reale di Enfield dal 1884 al 1896, ma venne adottato dall'esercito inglese nel 1889 che lo utilizzò però in prima linea solo per breve tempo, sostituendolo nel 1895 col migliore Lee-Enfield, che aveva il meccanismo praticamente identico, ma adottava una canna con una nuova rigatura più adatta alle munizioni con polvere senza fumo. Restò in uso comunque, soprattutto nelle colonie fino al 1926, e fu l'arma principale, usata dall'esercito britannico durante buona parte della Seconda Guerra Boera (1899-1902).

## Descrizione
Realizzato dopo 8 anni di test, il Lee-Metford associava una canna rigata, secondo il sistema inventato da William Metford ad un caricatore concepito da James Paris Lee che comprendeva una culatta con un otturatore girevole, in grado di usare, per la prima volta nella storia, il nuovo munizionamento militare di calibro .303 British a polvere nera.

## Varianti
Il Lee-Metford venne costruito in due modelli di fucile (MK 1 & MK 2) ed una Carabina (MK 1) destinata ai reggimenti di cavalleria ed alla Royal Artillery.

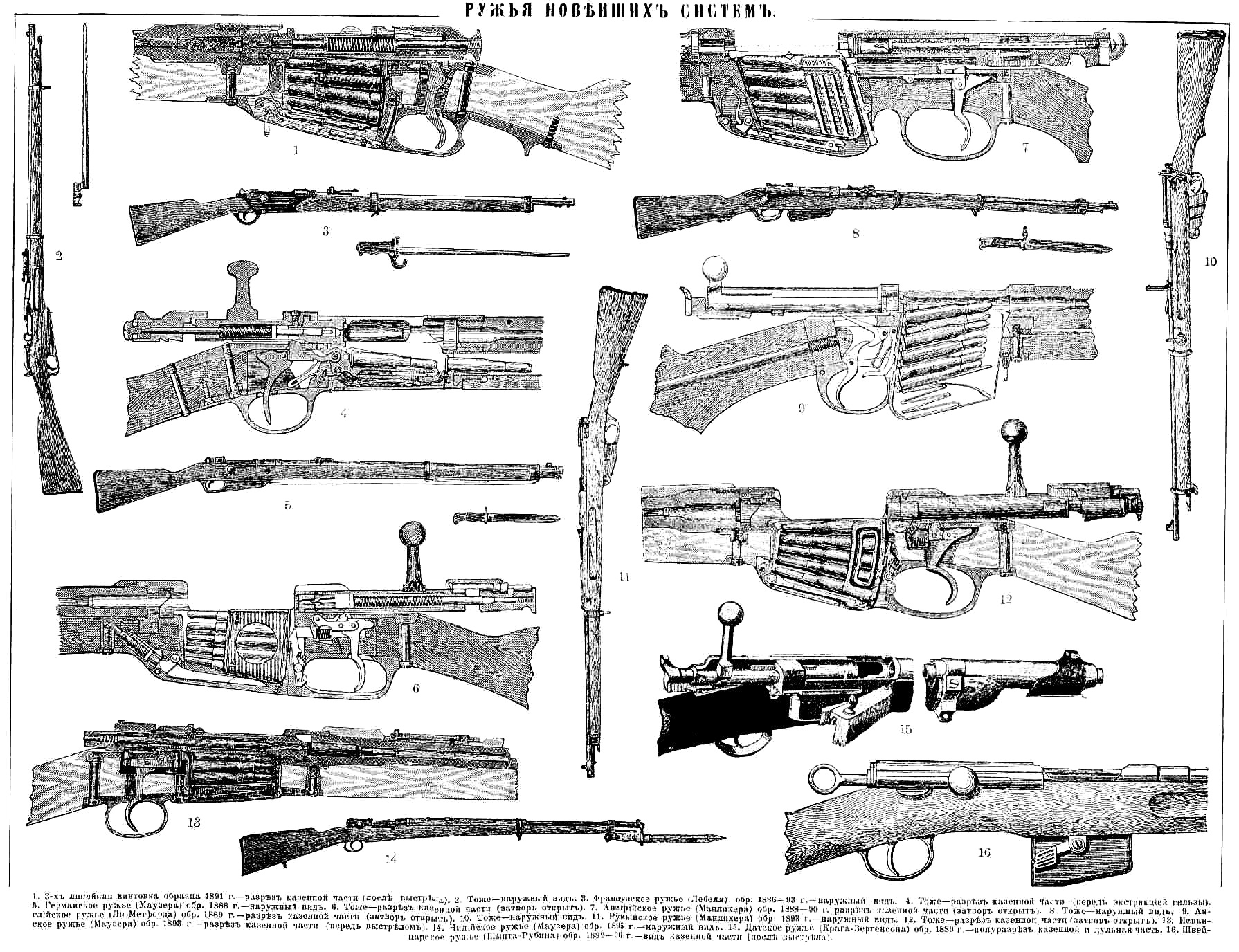
Illustrazione russa del 1902 con i meccanismi dei principali fucili dell'epoca. Il n.9 è quello del Lee-Metdorf.

## Dati
Lee Metford MK 1
- Ingombro (Lunghezza/peso a vuoto]: 1,265 m/4,75 kg
- Lunghezza canna: 81,2 cm
- Capacità: 8 proiettili

Lee Metford MK 2
- Ingombro (Lunghezza/peso a vuoto]: 1,265 m/4,6 kg
- Lunghezza canna: 81,2 cm
- Capacità: 10 proiettili

Carabina Lee Metford MK 1
- Ingombro (Lunghezza/peso a vuoto]: 1,016 m/3,35 kg
- Lunghezza canna: 52,8 cm
- Capacità: 6 proiettili